# L'Aulet
l'Aulet és un mas a uns 4 km al sud de la vila de Rupit (Osona) inclosa a l'Inventari del Patrimoni Arquitectònic de Catalunya.

## Arquitectura
Masia de planta quadrada coberta a dues vessants amb el carener paral·lel a la façana orientada a tramuntana. Consta de planta baixa i dos pisos. S'hi observen diverses etapes constructives i el portal de la façana es troba descentrat del cos de l'edificació. En aquest indret hi ha diverses obertures, algunes de les quals estan tapiades. A la part de ponent, es modifica l'estructura de la planta i una part del mur s'endarrereix cap a l'interior de la casa descrivint una estructura en forma "L". És en aquest sector on hi ha uns antics porxos, avui tapiats que descrivien unes obertures d'arc de mig punt al primer pis i de forma rectangular al segon. Algunes finestres del mas estan datades i als angles oest i est hi ha runes d'antigues construccions. Els materials constructius són gresos units amb fang i morter de calç. Les obertures són de pedra ben escairada.
La Cabana és de planta rectangular, coberta a dues vessants amb el carener perpendicular a la façana, la qual està situada a migdia. Consta de planta baixa i primer pis, la vessant esquerre es troba enterrada i, per tant, aquest sector es troba molt deteriorat. La part dreta conserva un gros portal que segueix la inclinació de la teulada i els dos pisos són separats per una biga de fusta i un empostissat. La resta dels murs són cecs. El parament és de granit unit amb fang.

## Història
Antiga masia adscrita a la parròquia de Sant Joan de Fàbregues de la qual se'n tenen notícies des de l'any 1000, avui la parròquia es troba englobada a la parròquia de Sant Miquel de Rupit. L'Aulet es troba registrat en els fogatges de 1553 de la parròquia i terme de Sant Joan de Fàbregues, aleshores habitava el mas un tal Joan. Fou una casa pairal de gran importància i arribà a tenir set masoveries. El mas fou àmpliament reformat durant el segle xviii com es pot observar per les dades constructives de les finestres (la del nord data del 1783, mentre que la del sud porta inscrit l'any 1787) i portals (1782).